# Deinopa delinquens
Deinopa delinquens är en fjärilsart som beskrevs av Walker 1858. Deinopa delinquens ingår i släktet Deinopa och familjen nattflyn. Inga underarter finns listade i Catalogue of Life.